# شورش بیکن
شورش بیکن یک شورش مسلحانه بود که توسط مستعمره‌نشینان ویرجینیا برپا شد و از سال ۱۶۷۵ تا ۱۶۷۶ به طول انجامید. این شورش به رهبری ناتانائیل بیکن و علیه فرماندار ویلیام برکلی انجام شد. شورش بیکن نخستین شورش در مستعمرات آمریکای شمالی بود که مرزنشینان ناراضی در آن شرکت داشتند (مدت کوتاهی پس از آن، قیام نسبتاً مشابهی در مریلند، با شرکت جان کود و جوزیا فندال شکل گرفت). ائتلاف میان کارگران قراردادی اروپایی و آفریقایی‌ها (ترکیبی از کارگران قراردادی، بردگان و سیاهپوستان آزاد) در این شورش، خیال طبقه بالاتر مستعمره‌نشینان را مشوش کرده بود. این طبقه با تشدید طبقه‌بندی نژادی و تصویب قوانین برده‌داری ویرجینیا در ۱۷۰۵ به این شورش پاسخ داد که در واقع تلاشی بود برای ایجاد تفرقه میان شورشیان متحد. هرچند کشاورزان موفق نشدند به هدف اولیه خود یعنی بیرون‌کردن بومیان آمریکا از ویرجینیا دست پیدا کنند، اما این شورش باعث شد برکلی را به انگلستان فرابخوانند.

## پیش‌زمینه
از دهه ۱۶۵۰، مستعمره‌نشینان شروع به غصب گردنه شمالی این منطقه کردند. قبایل بومی سکوکوون (در آن زمان چیکاکوان شناخته می‌شدند)، دوئگ، پاتاوومک، و راپاهانوک هم شروع به نقل مکان به این منطقه کردند و برای دفاع از سرزمین و منابعشان به قبایل محلی پیوستند. در ژوئیه ۱۶۶۶، مستعمره‌نشینان علیه آنها اعلام جنگ کردند. تا سال ۱۶۶۹، مستعمره‌نشینان حق انحصاری بهره‌برداری از سرزمین واقع در غرب پوتومک تا سرحد شمالی My Lord's Island (جزیره تئودور روزولت کنونی واقع در واشینگتن (ایالت)، دی‌سی) را به خود اختصاص داده بودند. تا سال ۱۶۷۰، مستعمره‌نشینان بخش اعظم قبیله دوئگ را از مستعمره‌نشین ویرجینیا بیرون کرده و به مریلند فرستاده بودند؛ البته به غیر از کسانی که در کنار نانزاتیکو/پورتوباگو در شهرستان کارولین، ویرجینیا زندگی می‌کردند.

## انگیزه‌ها
مورخان مدرن بر این باورند که این شورش، بازی قدرت بیکن علیه برکلی و حمایتِ بی‌رویه او به نفع برخی اعضای دادگاه بود. وقتی بیکن جزو اعضای دادگاه بود، در حلقه داخلی اعضای شورای برکلی جایی نداشت و در بسیاری مسائل با او مخالف بود.
پیروان بیکن از این شورش استفاده کردند تا دولت را وادار کنند منافع مشترک میان تمام طبقات اجتماعی مستعمره‌نشینان یعنی حفظ اشتراک و ارتقای رفاه آنها را به رسمیت بشناسد. با این حال، رفاه تمام طبقات در این شورش مورد توجه قرار نگرفت. زنان بومی آمریکا و زنان اروپایی با آنکه اعضای مغفول جامعه بودند، در شورش بیکن نقش داشتند.
با این حال، اختلاف اصلی بین بیکن و پیروانش و برکلی، بر سر نحوه برخورد با مردمان سرخپوست بومی در منطقه بود. برکلی معتقد بود که نگه داشتن برخی از این افراد به عنوان زیردست مفید است و می‌توان از آنها به عنوان جاسوس و منبع اطلاعاتی برای پیداکردن دشمنان بزرگ‌تر استفاده کرد. اما بیکن این رویکرد را بیش از حد مشفقانه می‌دید و معتقد بود که راه درست، نابودکردن و از میان بردن کل سرخپوستان است.

## شورش
هزاران نفر از تمامی طبقات و نژادهای ویرجینیا (از جمله کارگران قراردادی) در قیامی مسلحانه علیه برکلی برخاستند، او را از جیمزتاون (ویرجینیا) بیرون کردند و در نهایت شهرک استعماری را آتش زدند. شورش در ابتدا توسط چند کشتی تجاری مسلح که از لندن فرستاده شده بودند سرکوب شد. ناخدایان این کشتی‌ها هوادار برکلی و وفاداران به او بودند. اندکی پس از آن، نیروهای دولت سر رسیدند و چندین سال را صرف سرکوب و شکست گروه‌های مقاومت و اصلاح دولت استعماری کردند تا این دولت یک بار دیگر تحت کنترل مستقیم پادشاهی انگلستان قرار بگیرد.
وقتی سر ویلیام برکلی حاضر به تلافی‌جویی علیه بومیان آمریکا نشد، کشاورزان گروهی جدید تشکیل داده و ناتانائیل بیکن را به رهبری خود برگزیدند. برخلاف دستورهای برکلی، این گروه به سوی جنوب راه افتادند و به قبیله اوکانیچی برخوردند. آنها جنگاوران قبیله اوکانیچی را متقاعد کردند که منطقه را ترک و به قبیله ساسکوهانوک حمله کنند و پس از آن بیکن و پیروانش اغلب مردان، زنان و کودکان اوکانیچی که در روستا مانده بودند را قتل‌عام کردند. وقتی بیکن و پیروانش بازگشتند، فهمیدند که برکلی دستور برگزاری انتخابات جدیدی را داده تا به حملات بومیان آمریکا بهتر پاسخ داده شود.
اعضای جدید مجلس بورجس، چندین اصلاح گسترده و فراگیر (معروف به قوانین بیکن) را تصویب کردند. (بیکن در این مجلس انجام وظیفه نمی‌کرد و کیلومترها دورتر در مزارع خود به سر می‌برد). این اصلاحات، اختیارات فرماندار را محدود کرده و حق رأی را به مردان آزاد و بدون زمین بازمی‌گرداند.
پس از تصویب این قوانین، ناتانیل بیکن با ۵۰۰ نفر از پیروان خود به جیمزتاون آمد و تقاضای اعطای مأموریت رهبری گروه شبه‌نظامی علیه بومیان آمریکا را مطرح کرد. اما فرماندار حاضر به تسلیم در برابر این فشارها نشد. وقتی برکلی به نیروهایش دستور داد که برکلی را هدف بگیرند، برکلی سینه خود را در برابر بیکن برهنه کرد و گفت به او شلیک کند. بیکن وقتی دید که فرماندار حاضر به تسلیم نیست، به افرادش دستور داد اعضای مجلس بورجس را هدف بگیرند و آنها فوراً تسلیم خواسته بیکن شدند. هنگامی که بیکن و ارتش کوچکش در جیمزتاون بودند، هشت مستعمره‌نشین، به دلیل کمبود نیروی انسانی، در مرز شهرستان هنریکو، ویرجینیا کشته شدند.
در ۳۰ ژوئیه ۱۶۷۶، بیکن و ارتش وی «اعلامیه مردم» را صادر کردند. در این اعلامیه، دولت برکلی جزء به جزء مورد انتقاد قرار گرفته و اتهامات متعددی علیه برکلی مطرح شده بود.
1. این که تحت پوشش غلط‌انداز امور عامه، [برکلی] مالیات‌های ناعادلانه و بسیار زیادی بر مشترکات وضع کرده‌است؛
2. این که او از مقامات عالی عمومی جانبداری بیش از اندازه کرده‌است؛
3. این که او تجارت سگ آبی با بومیان آمریکا را تحت انحصار درآورده است؛
4. این که او طرفدار بومیان آمریکا است.

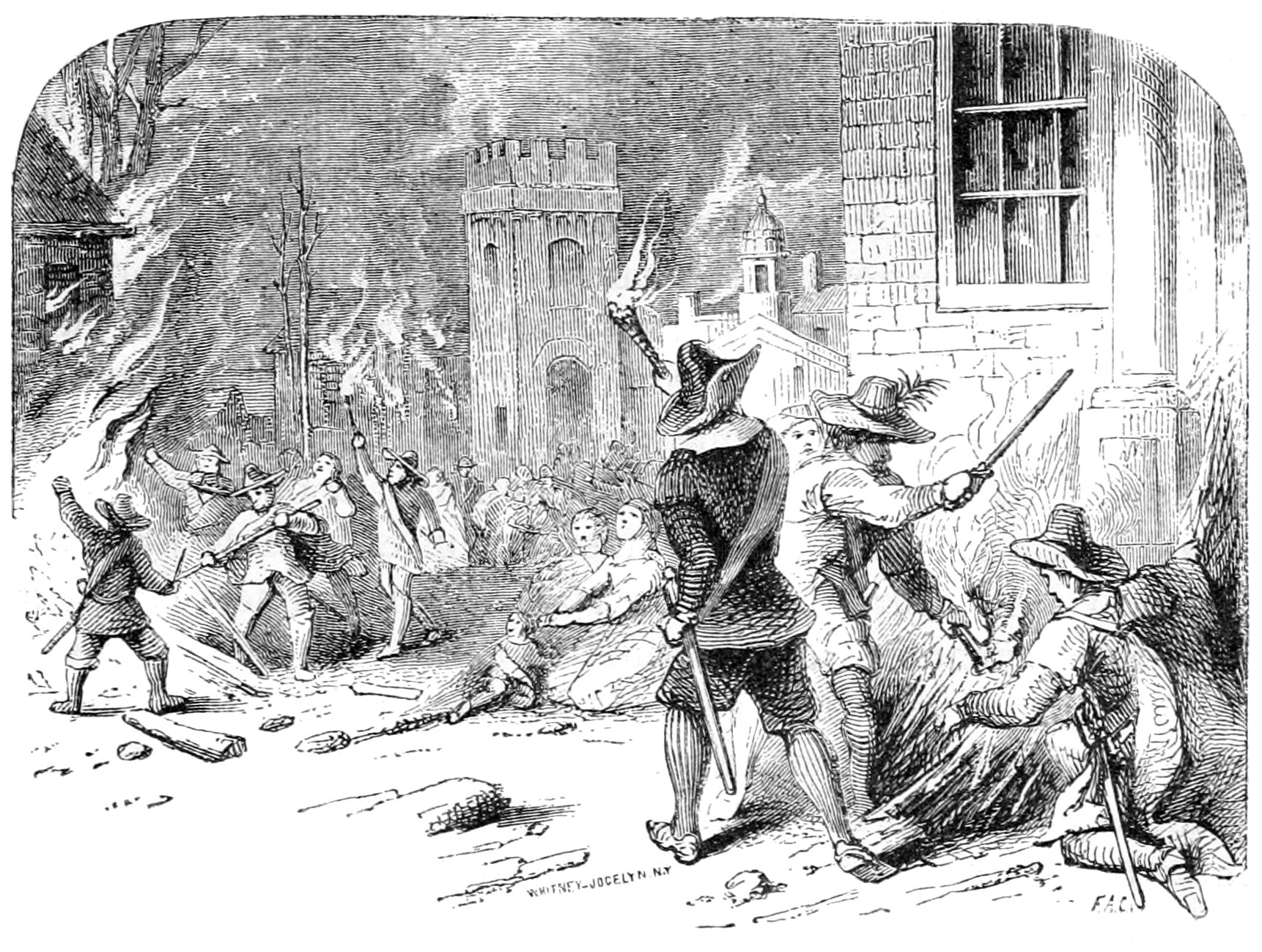
حکاکی قرن نوزدهم که سوزاندن جیمزتاون را نشان می‌دهد.

پس از ماه‌ها درگیری، نیروهای بیکن که ۳۰۰ تا ۵۰۰ نفر بودند، به سوی جیمزتاون که تحت کنترل نیروهای برکلی قرار داشت حرکت کرده و شهر را محاصره نظامی کردند. افراد بیکن در ۱۹ سپتامبر پایتخت مستعمره‌نشینان را به تصرف خود درآوردند و شهر را به آتش کشیدند. برکلی که نیروی کمتری در اختیار داشت، به آن سوی رودخانه عقب‌نشینی کرد. گروه او در وارنرهال، موطن اوتین وارنر، رئیس مجلس بورجس، اردو زدند و خسارات زیادی به این منطقه وارد ساختند، البته ساختمان مجلس را ویران نکردند.
پیش از آنکه ناوگان نیروی دریایی سلطنتی به رهبری تامس لاری‌مور برای کمک به برکلی و نیروهایش از راه برسد، بیکن در ۲۶ اکتبر بر اثر دیسانتری درگذشت. جان اینگرام رهبری شورش را به دست گرفت اما بسیاری از پیروان پراکنده شدند و شورش پس از آن دوام چندانی نیافت. برکلی یک سری حملات آبی-خاکی موفق در خلیج چساپیک به اجرا گذاشت و شورشیان را شکست داد. نیروهای او گروه‌های کوچک شورشی که در تایدواتر پراکنده شده بودند شکست دادند.

## تأثیر

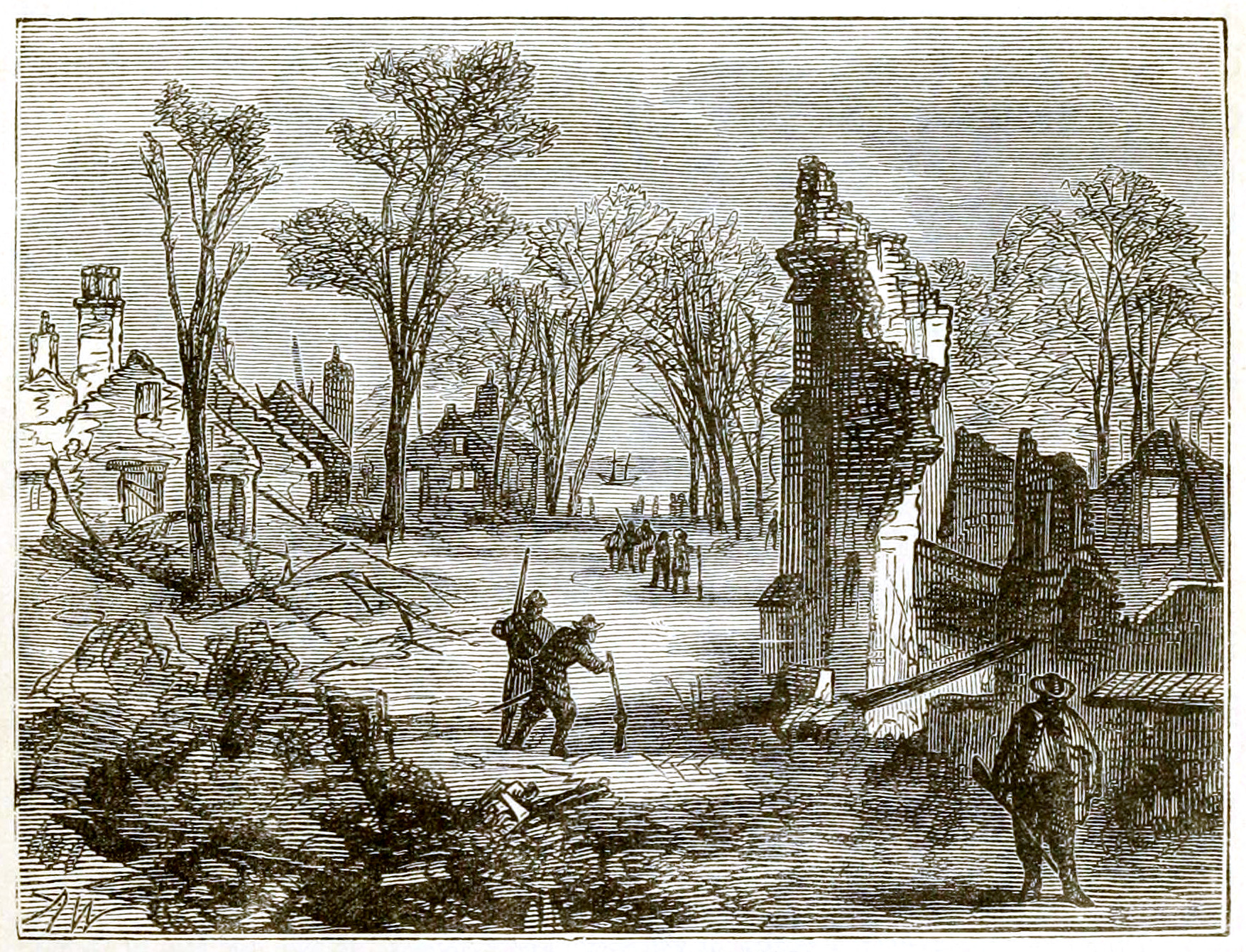
ویرانه‌های جیمزتاون (حکاکی در سال ۱۸۷۸).

برکلی فرماندار ۷۱ ساله، در پایان ژانویه ۱۶۷۷ به پایتخت سوخته و خانه غارت‌شده‌اش بازگشت.
پیروان ثروتمند و ملّاک بیکن، پس از مرگ او، مجدداً به دولت ویرجینیا روی آورده و وفادار شدند. فرماندار برکلی به قدرت بازگشت، اموال چند شورشی را به نفع مستعمره مصادره کرد و ۲۳ نفر را به دار آویخت.
پس از اینکه یک کمیته تحقیقاتی گزارش خود را به چارلز دوم تقدیم کرد، برکلی از فرمانداری برکنار و به انگلیس فراخوانده شد. ترس از جنگ داخلی میان سفیدپوستان، طبقه حاکم ویرجینیا را به هراس انداخته بود و به همین دلیل گام‌هایی برای تحکیم قدرت و بهبود وجهه خود برداشتند: برای مثال احیای شرط مالکیت برای رای دادن، کاهش مالیات، و تصویب سیاستی تهاجمی‌تر علیه بومیان آمریکا. از آنجا که تجارت تنباکو درآمدی حدود ۵ تا ۱۰ پوند به ازای هر کارگر تولید می‌کرد، پادشاه چارلز دوم نمی‌خواست هیچ شورشی حواس مستعمره‌نشینان را از کشت و زرع پرت کند.
برکلی همسر خود فرانسیس را در ویرجینیا گذاشت و به انگلستان بازگشت. همسرش برای او نامه نوشت و خبر داد که فرماندار اخیر ویرجینیا شرط بسته‌است که پادشاه حاضر نخواهد شد برکلی را به حضور بپذیرد. در هر حال، ویلیام برکلی در ژوئیه ۱۶۷۷، اندکی پس از ورود به انگلستان درگذشت.
کارگران قراردادی اعم از سفیدپوست و سیاهپوست در این شورش شرکت داشتند. دیدن اتحاد آنها در یک آرمان مشترک، باعث هراس و هشدار طبقه حاکم شد. مورخان بر این باورند که این شورش باعث شد خطوط و تقسیم‌بندی‌های نژادی که در کنار برده‌داری وجود داشت تشدید شود زیرا زمین‌داران و مستعمره‌نشینان این را راهی برای کنترل بخشی از فقرا می‌دیدند.
طبقه حاکم ویرجینیا متوجه شد برای اینکه وفاداری عوام زمین‌دار را حفظ و از شورش‌های آینده پیشگیری کند، باید در جنگ‌های پیش رو برای سلب مالکیت و نابودی سرخ‌پوستان مرزنشین، راهبر و پیشرو باشد و نه مخالف. این تصمیم اولاً باعث اتحاد و نزدیکی طبقه حاکم با عوام زمین‌دار در جنگ با سرخپوستان (دشمن مشترک هردو) شد و ثانیاً سفیدپوستان ملّاک را خشنود ساخت. مجلس بورجس برای امیدوار ساختن این طبقات به آینده، در سال ۱۷۰۵ نظام headright را احیاء کرد و به هر مرد آزاد قول پنجاه جریب زمین را داد که دولت را مجبور می‌کرد به گرفتن زمین از سرخپوستان ادامه بدهد.

## میراث
بر اساس مطلبی در وب‌سایت پارک ملی تاریخی جیمزتاون، سالهاست که مورخان، شورش ویرجینیا در سال ۱۶۷۶ را نخستین نشانه حس انقلابی در آمریکای شمالی دانسته‌اند که دقیقاً حدود صد سال بعد در انقلاب آمریکا به اوج خود رسید. با این حال در دهه‌های اخیر، بر اساس یافته‌هایی دیگر، مورخان به این نتیجه رسیده‌اند که شورش بیکن بیش از آنکه نبردی باشکوه علیه ظلم و ستم باشد، نزاع قدرت میان دو رهبر لجوج و خودخواه بوده‌است.
با این وجود، بسیاری از پدران ایالات متحده آمریکا از جمله توماس جفرسون، ناتانائیل بیکن را وطن‌دوست می‌دانستند و معتقد بودند که شورش بیکن حقیقتاً پیش‌درآمدی بر انقلاب آمریکا علیه کنترل پادشاهی انگلستان بود. این برداشت از شورش بیکن در آثار مختلفی از قرن بیستم منعکس شده‌است، از جمله در پنجره یادبودی در موزه کولونیال ویلیامزبرگ و لوح برجسته‌ای در اتاق مجلس نمایندگان ویرجینیا در کاپیتول ایالت ویرجینیا در ریچموند که بیکن را رهبر بزرگ و وطن‌دوست مردم ویرجینیا می‌خواند که در حال دفاع از حقوق مردم در ۲۶ اکتبر ۱۶۷۶ درگذشت.
پس از این شورش، قانونگذاران استعماری ویرجینیا، قوانین برده‌داری ویرجینیا را در سال ۱۷۰۵ تصویب کردند که مقررات بسیار سختگیرانه‌ای علیه آفریقایی‌ها وضع می‌نمود. یکی از اهداف این قوانین، تفکیک اجتماعی نژاد سیاه و سفید بود.